# Reformierte Kirche Vordemwald

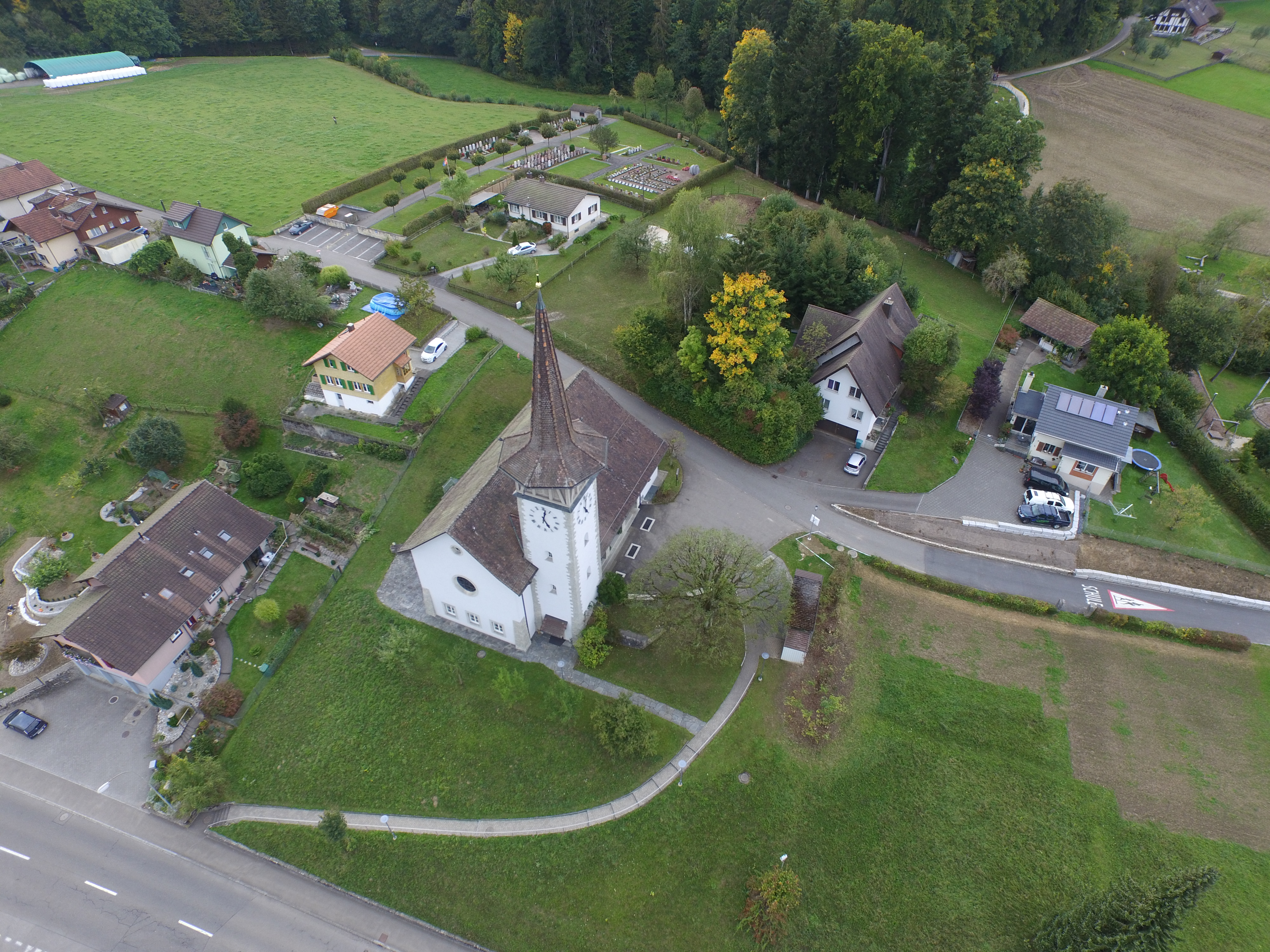
Reformierte Kirche Vordemwald

Die reformierte Kirche Vordemwald ist die reformierte Dorfkirche in der aargauischen Gemeinde Vordemwald. Sie wurde 1949 eingeweiht und gehört zur reformierten Kirchgemeinde Zofingen.

## Geschichte
Um den langen Weg von über fünf Kilometern für Predigtbesuchen in Zofingen zu vermeiden, kam bereits im 19. Jahrhundert die Idee auf, in Vordemwald eine Kirche zu errichten. Die politische Gemeinde lehnte den Bau aber zweimal ab, da sie trotz der versprochenen Spenden die Bau- und Folgekosten scheute. Erst zum Ende der ersten Hälfte des 20. Jahrhunderts wurde das Bauvorhaben wieder aufgegriffen. Ein Kirchenbauverein wurde gegründet und die Kirchgemeindeversammlung beschloss am 23. Juni 1947 den Bau einer Kirche. Gebaut wurde die Kirche vom Architekten Hans Hübscher. Sie wurde im Dezember 1949 eingeweiht. Die Gesamtkosten beliefen sich auf 347'000 SFr. Der Aufzug der vier gespendeten Glocken konnte ein Jahr später gefeiert werden. 1996 wurde die Kirche innen und aussen renoviert.
Die Orgel ist ein Werk der Firma Wälti aus dem Jahr 1967 mit 17 Registern.